# 国家人民軍
国家人民軍（こっかじんみんぐん、ドイツ語: Nationale Volksarmee、ナツィォナーレ フォルクスアーメー）は、ワルシャワ条約機構軍の一翼を担っていたドイツ民主共和国の軍隊である。別称はドイツ国家人民軍。通称は東ドイツ軍、東独軍。略称はNVA（エヌ・ファオ・アー）。
1956年3月1日にそれまで存在していた準軍事組織の兵営人民警察を改組する形で創設され、東西ドイツ合併後の1990年10月2日、ドイツ連邦軍に統合され解散した。

## 概要
他の社会主義国の軍隊同様、国軍であると同時に支配政党であるドイツ社会主義統一党（SED）の強い指導下に置かれた党の軍隊でもある。東西冷戦の最前線であることからドイツ駐留ソ連軍の方が国家人民軍より規模が大きく、また運用においてもソ連軍の指揮下に置かれていた。
国家人民軍は公式には16世紀のドイツ農民戦争の農民達の軍隊の後継者であると称していたが、後述するようにドイツ将校同盟などで「反ファシズム教育」を受けたとされるドイツ国防軍の将校たちが創設に関与し、入隊の際の忠誠宣誓では西ドイツの連邦軍では削除された上官への絶対服従義務が明記されているなど、第二次世界大戦以前のドイツ軍の伝統が継続されていた。軍服のデザインやガチョウ足行進などにドイツ国防軍の影響が色濃く残っている点も、戦後それらをアメリカ式に改めたドイツ連邦軍（西ドイツ軍）とは大きく異なる点である。このため国家人民軍は「赤いプロイセン軍」と呼ばれていた。ただし、ガチョウ足行進そのものはソビエト連邦軍でも行われていた。また国家人民軍の基本教練や軍装にはソ連軍の様式も取り入れられている。

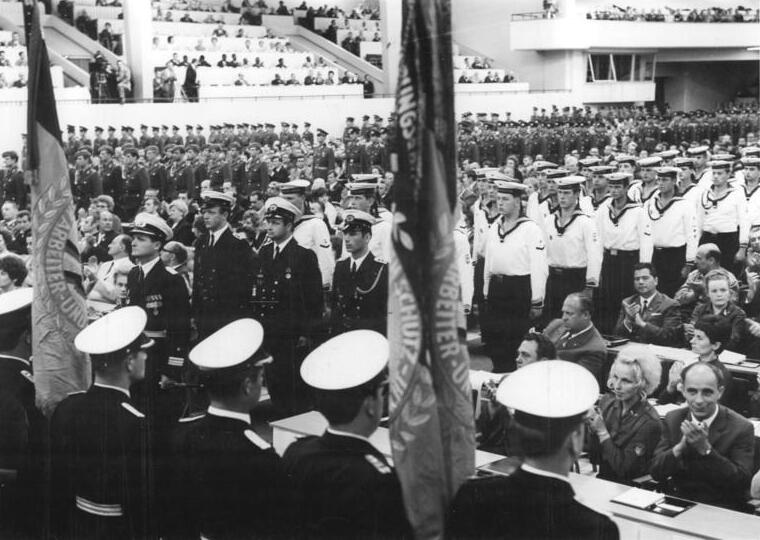
1971年のSED第8回党大会会場での国家人民軍
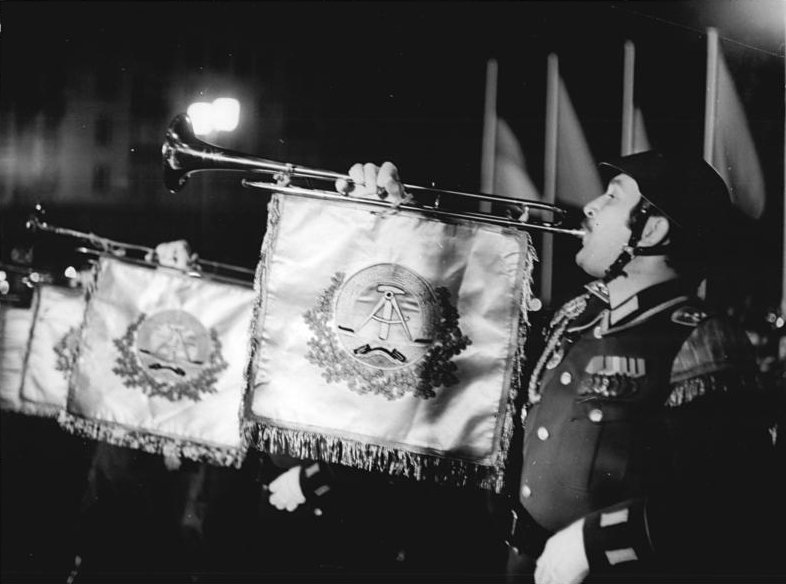
プロイセン以来の伝統に従い、「ツバメの巣（ドイツ語版）」（Schwalbennester）と通称される肩飾りを付けた軍楽隊員。上衣は建軍当初に採用された詰襟型で、のちに開襟型へ変更された（1972年）

## 歴史
1956年1月18日、人民議会では冷戦の激化を受けて「国家人民軍及び国防省の創設に関する法律」（Gesetz über die Schaffung der Nationalen Volksarmee und des Ministeriums für Nationale Verteidigung）が採択された。これに基づいて3月1日までに兵営人民警察は国家人民軍に改組され、同時に国防省(Ministerium für Nationale Verteidigung)が設置された。1962年からは徴兵制が導入された。西ドイツのような良心的兵役拒否は認められなかったが、実質上これに相当する建設部隊勤務という制度はあった（西側諸国の兵役代替役務に近い）。建設部隊勤務は反体制の意思表示として兵役期間中はもちろん除隊後も周囲からの差別・偏見の対象となった。建設部隊勤務制度は主に宗教上の理由から兵役を拒否した人々と当局との妥協の結果として成立した制度である。
1990年のドイツ再統一以降、各軍はドイツ連邦軍の各軍に統合される。旧地上軍の人員・機材は旧地上軍司令部に設置された第4軍団によって管理され、また旧人民海軍の人員・機材は旧人民海軍司令部に設置されたロストック海軍司令部によって管理された。しかし、統一直前に締結されていたドイツ最終規定条約で軍縮が確定していた為、統合の際に多くの将兵が職を失った。残留を許された一握りの下士官兵も、直後に結ばれたヨーロッパ通常戦力条約に基づく軍縮の中で段階的に解雇されていった。
さらに統一後のドイツ連邦共和国では国家人民軍への従軍を「外国軍への従軍」と見なし、軍人恩給の支給を認めなかった。元将校らが受け取った年金は大学生が受け取る奨学金の額にも満たなかったという。彼らは退役軍人を名乗る事も認められず、少額の年金のみを保証され、長らく苦しい生活を送った。統一からおよそ15年後の2005年3月1日、ドイツ社会民主党や緑の党など左派諸党の提出した法改正によって国家人民軍への従軍を「連邦軍海外勤務」として扱うことが認められ、ようやく軍人恩給の支給が行われた。ただし、退役軍人を名乗ることはドイツキリスト教民主同盟や自由民主党など右派諸党の反対で認められなかった。

## 組織

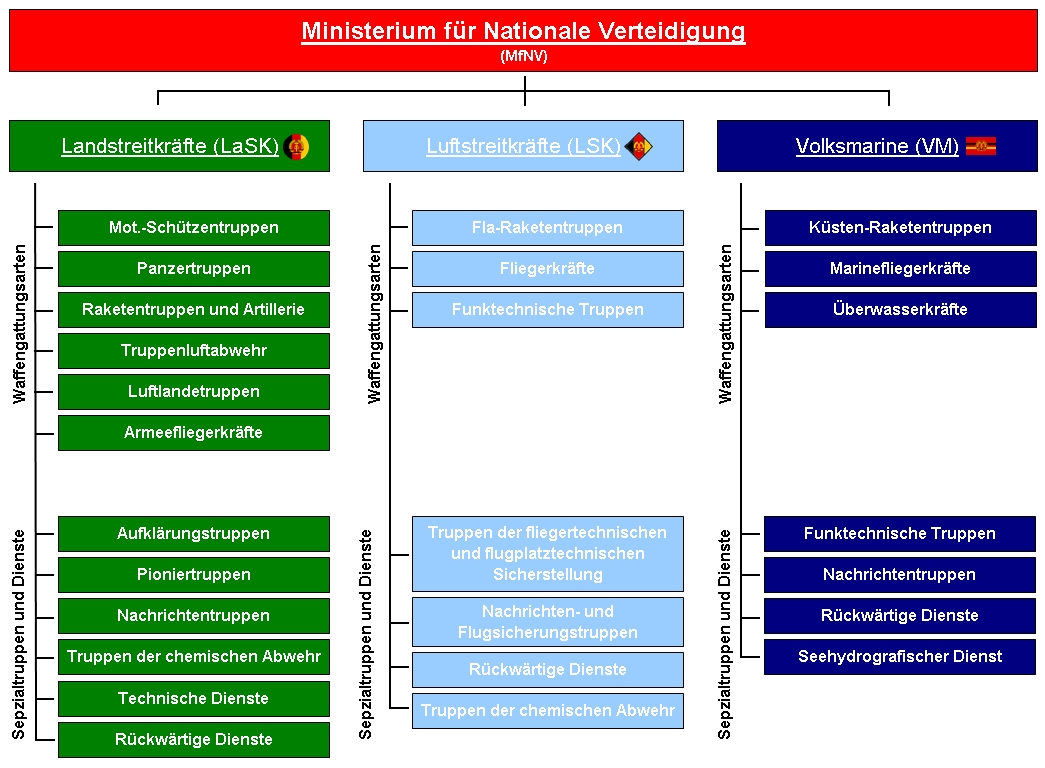
国家人民軍の組織（1985年）

国家人民軍は以下の3つの軍種から構成されていた。
- 地上軍（Landstreitkräfte, 直訳すると「地上諸戦力」。）
- 人民海軍（Volksmarine,1956年から1960年まではSeestreitkräfte,（直訳で「海上諸戦力」））
- 航空軍（Luftstreitkräfte, 直訳すると「航空諸戦力」。）

また、国境警備隊も1961年には内務省から国防省に移管されたが、1973年には再び国家人民軍から分離されている。
- 国境警備隊（Grenztruppen）

### 地上軍

地上軍の国籍識別標。各種車両に描かれる。
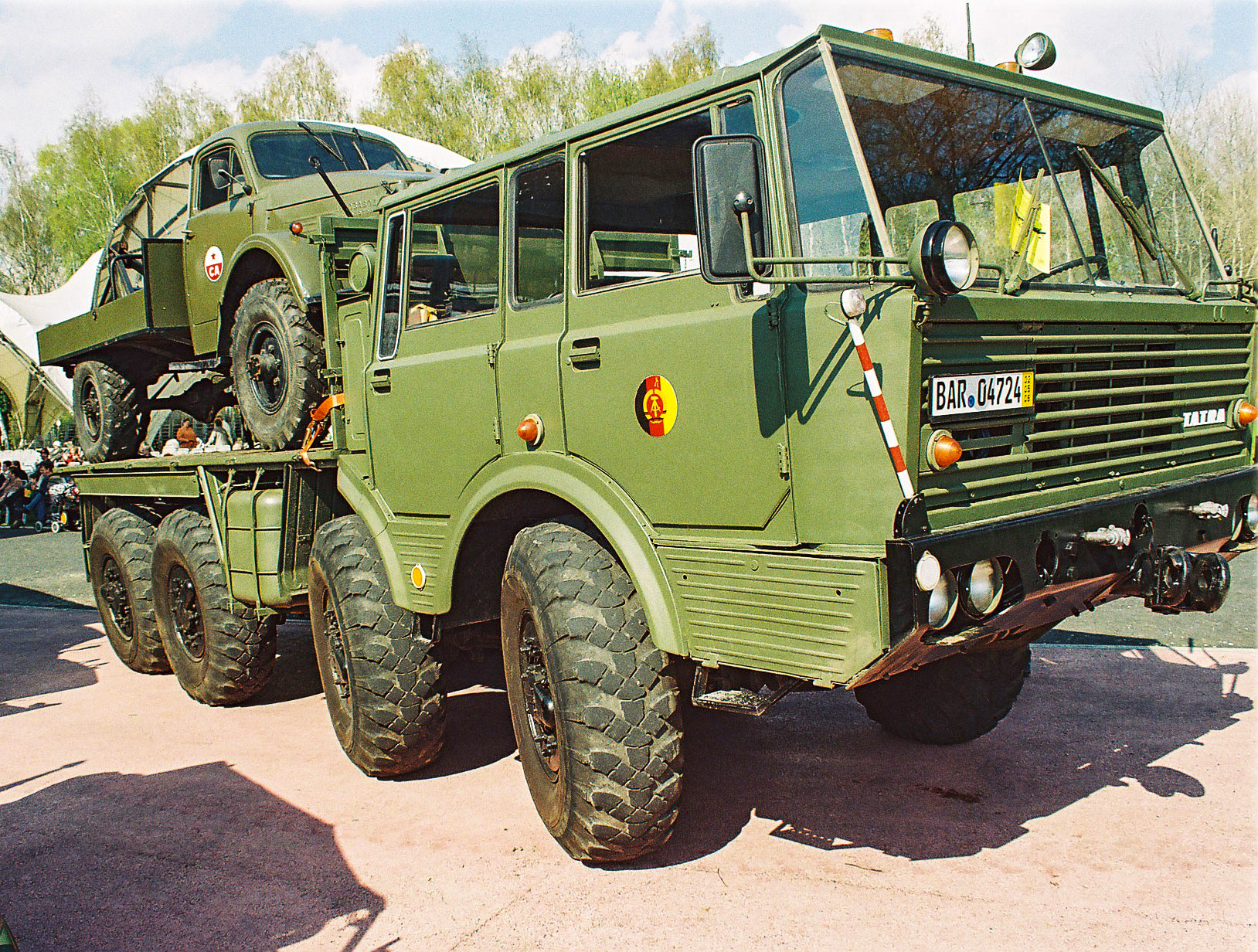
タトラT813
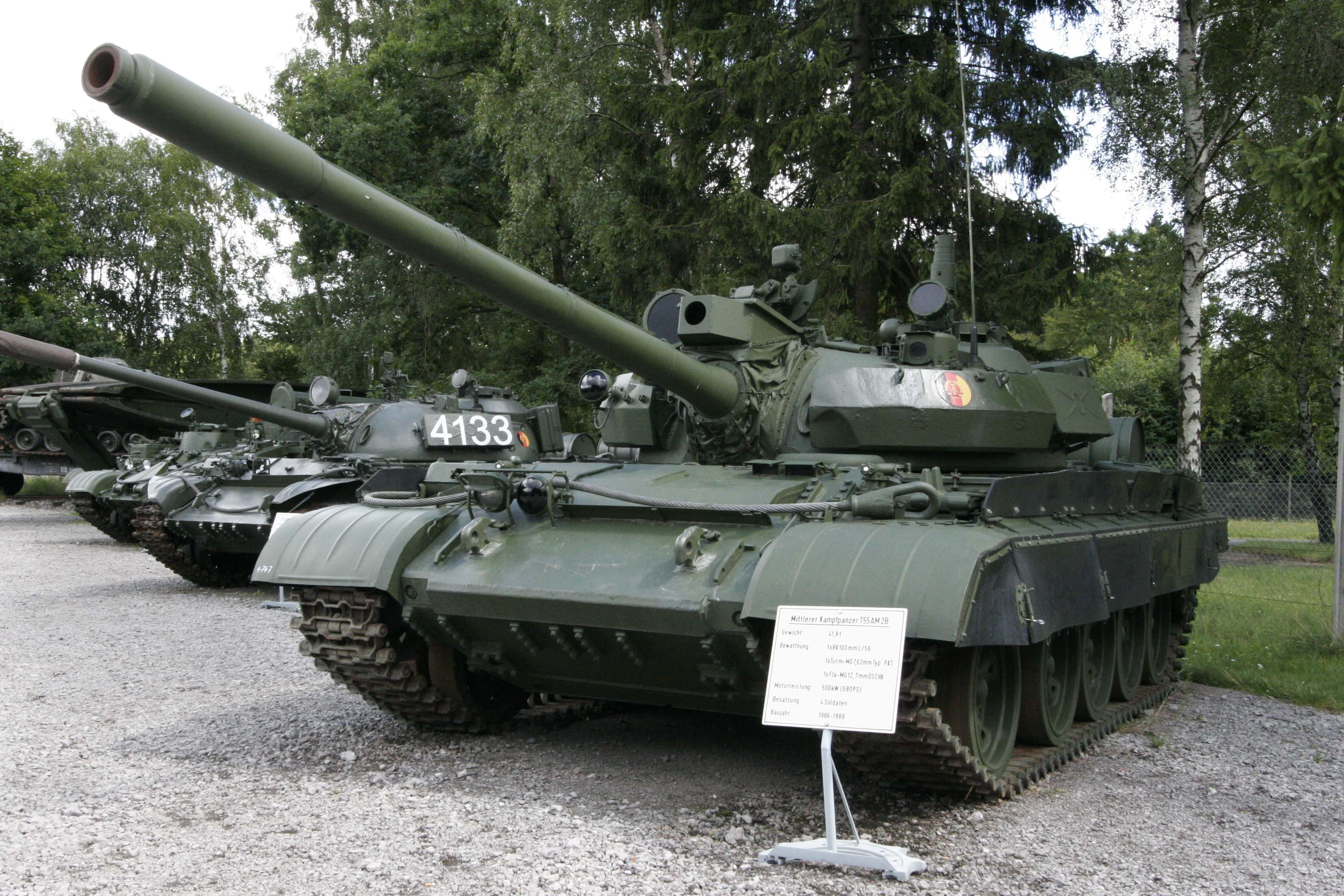
T-55中戦車
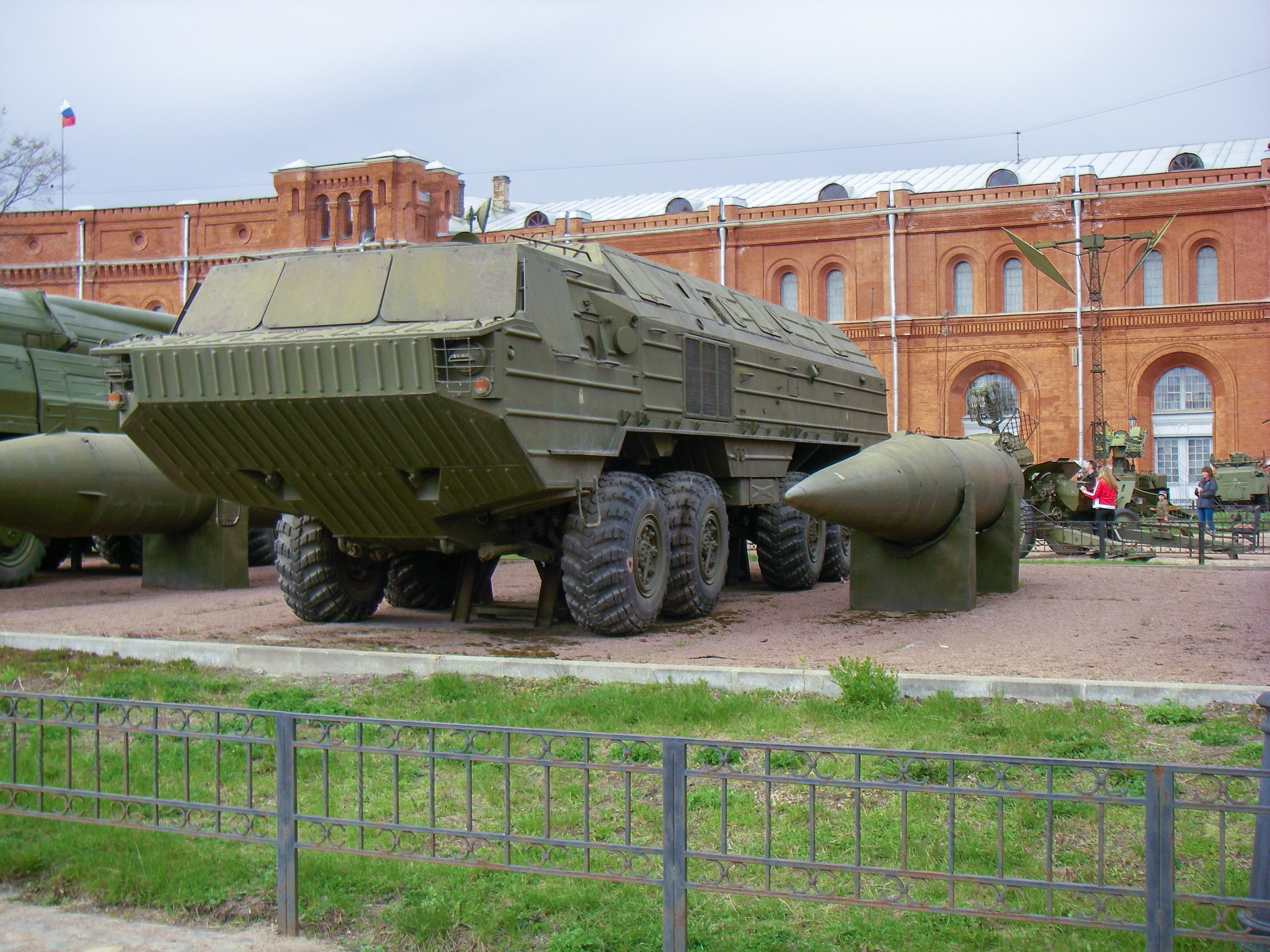
SS-23
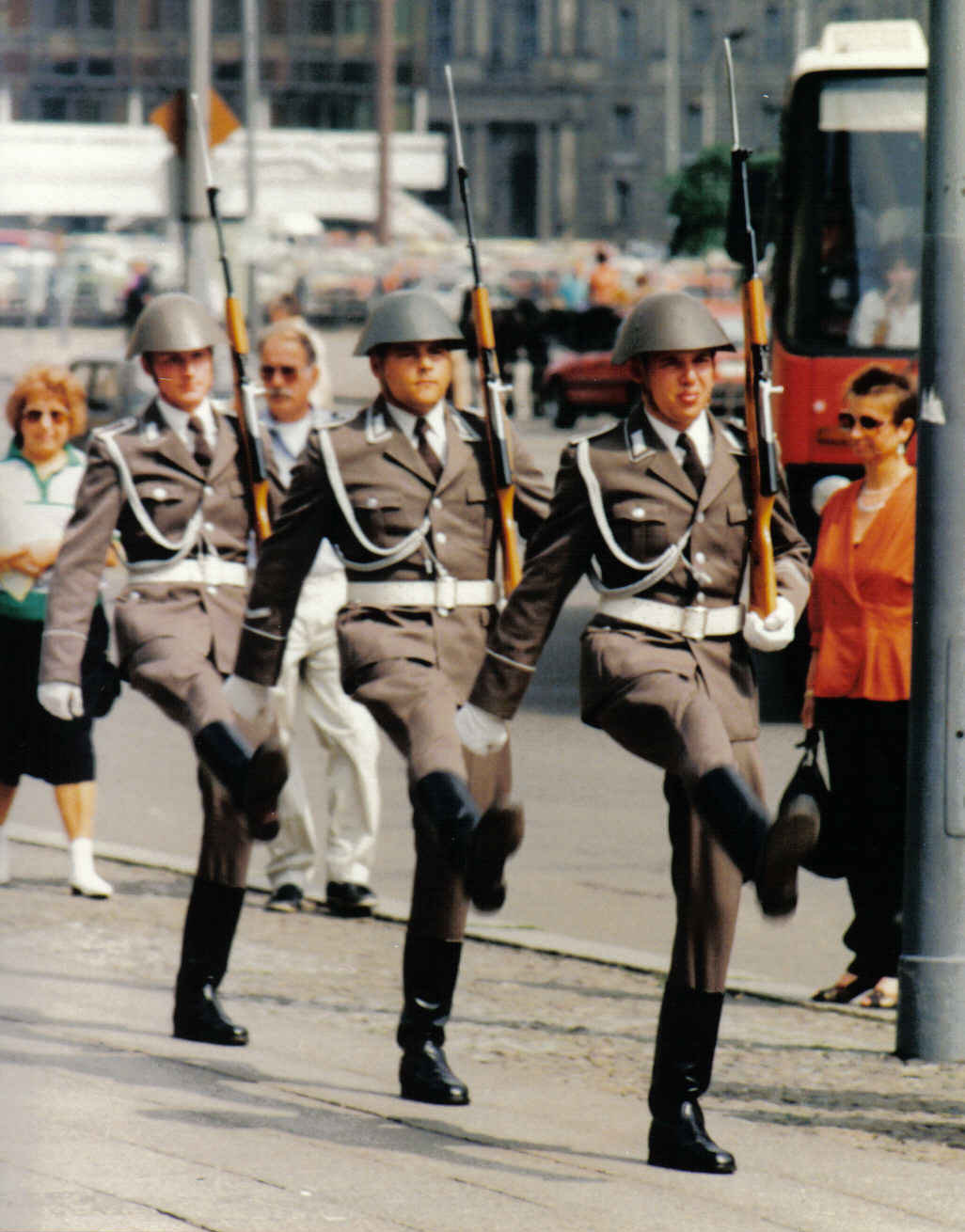
「ノイエ・ヴァッヘ」の衛兵交代式から戻る国家人民軍兵士 手の振り方、小銃の担い方、飾緒はソ連式である
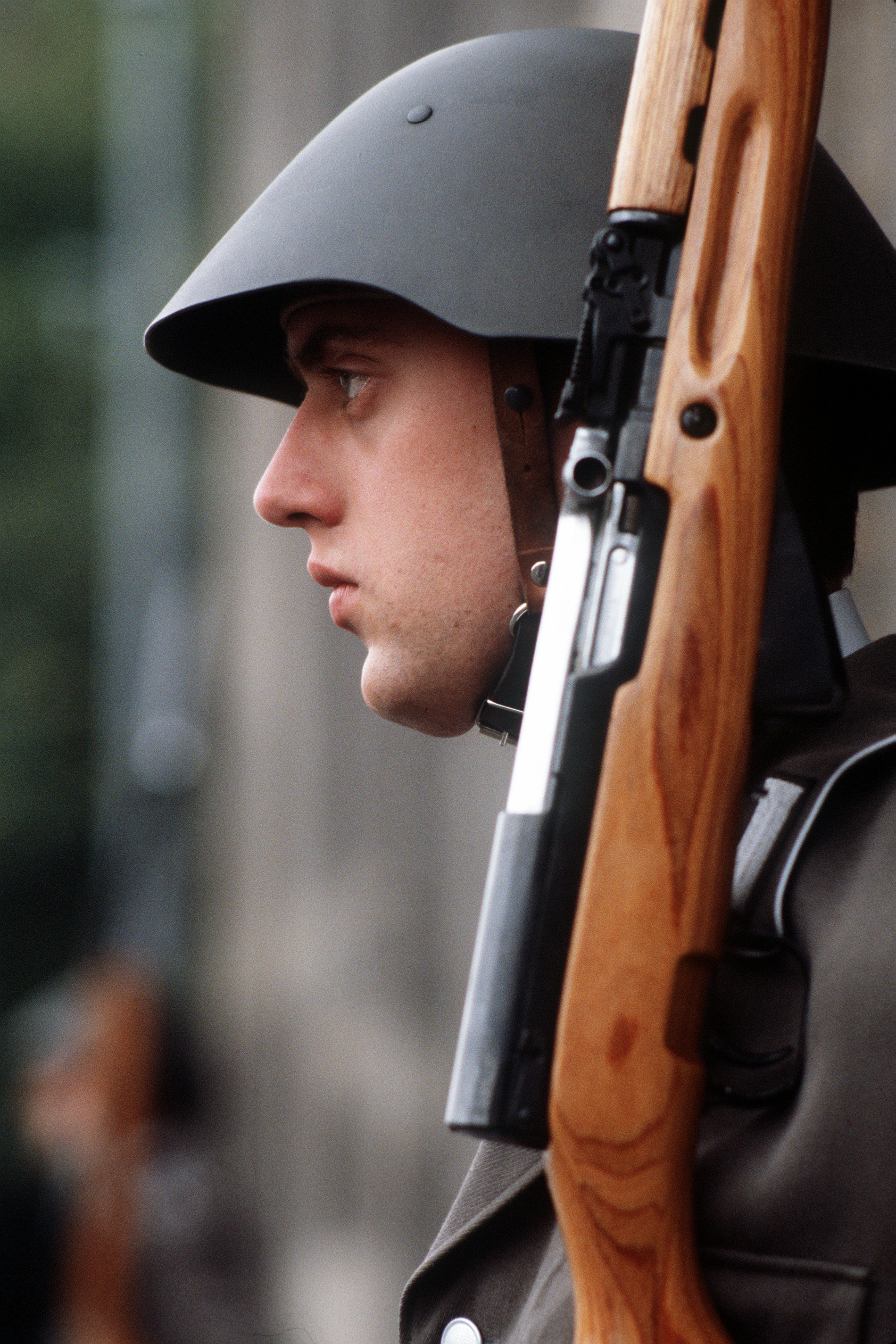
ヘルメットを着用した国家人民軍兵士
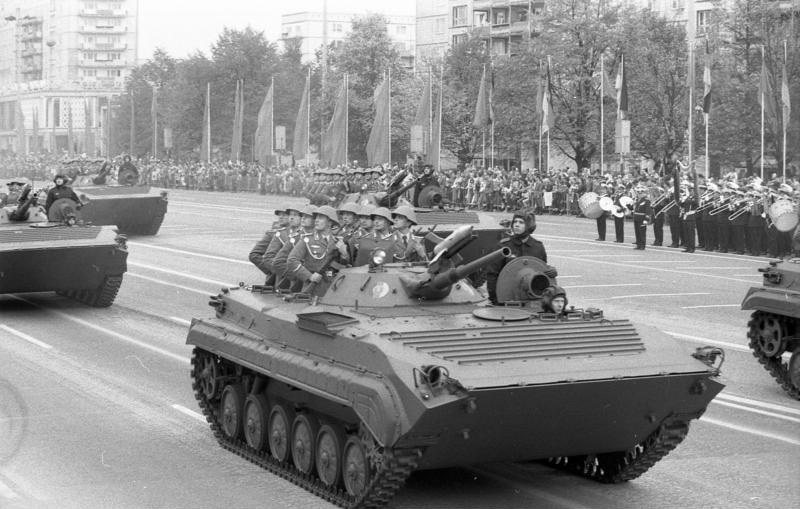
建国記念日の軍事パレードで行進する陸軍のBMP-1歩兵戦闘車
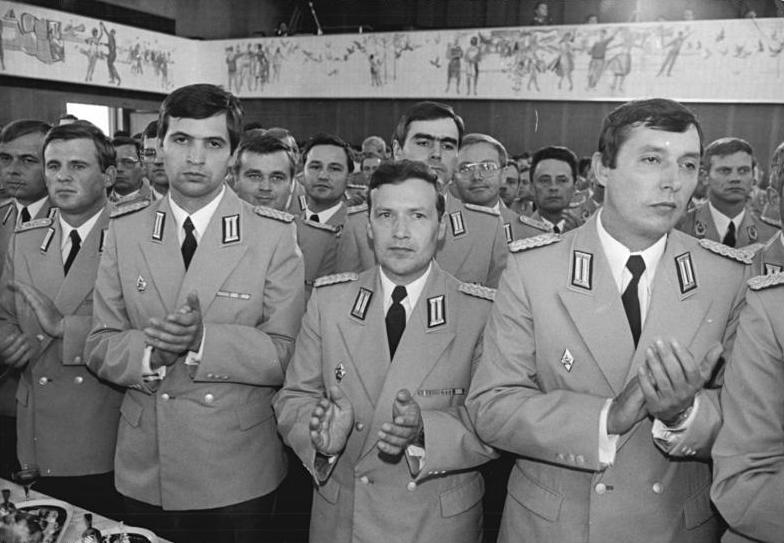
小社交服を着用した陸軍（地上軍）士官。

### 海軍

人民海軍の軍艦旗
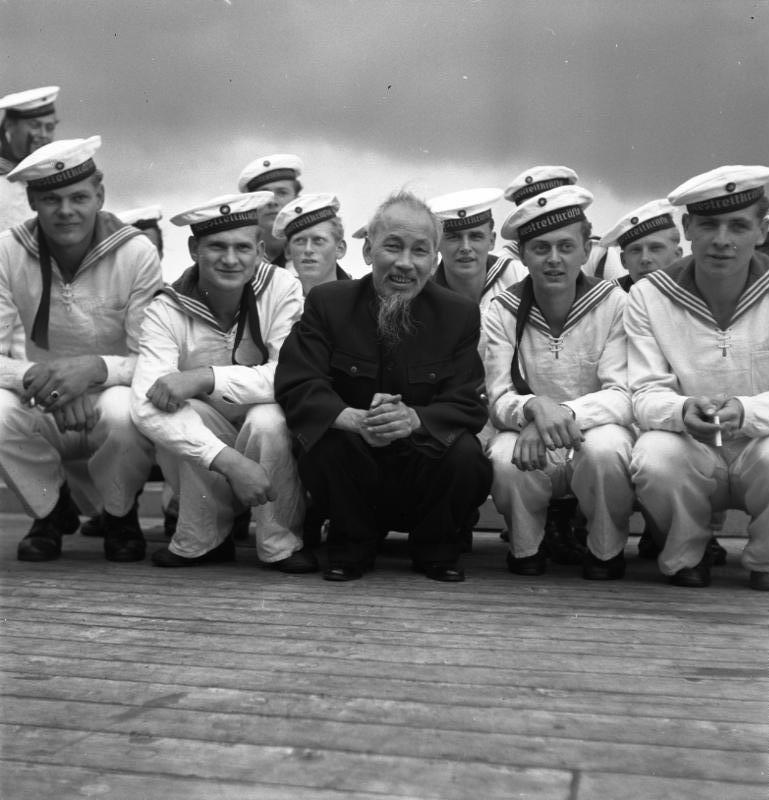
人民海軍の水兵。中央の人物は東ドイツを訪問したホー・チ・ミン
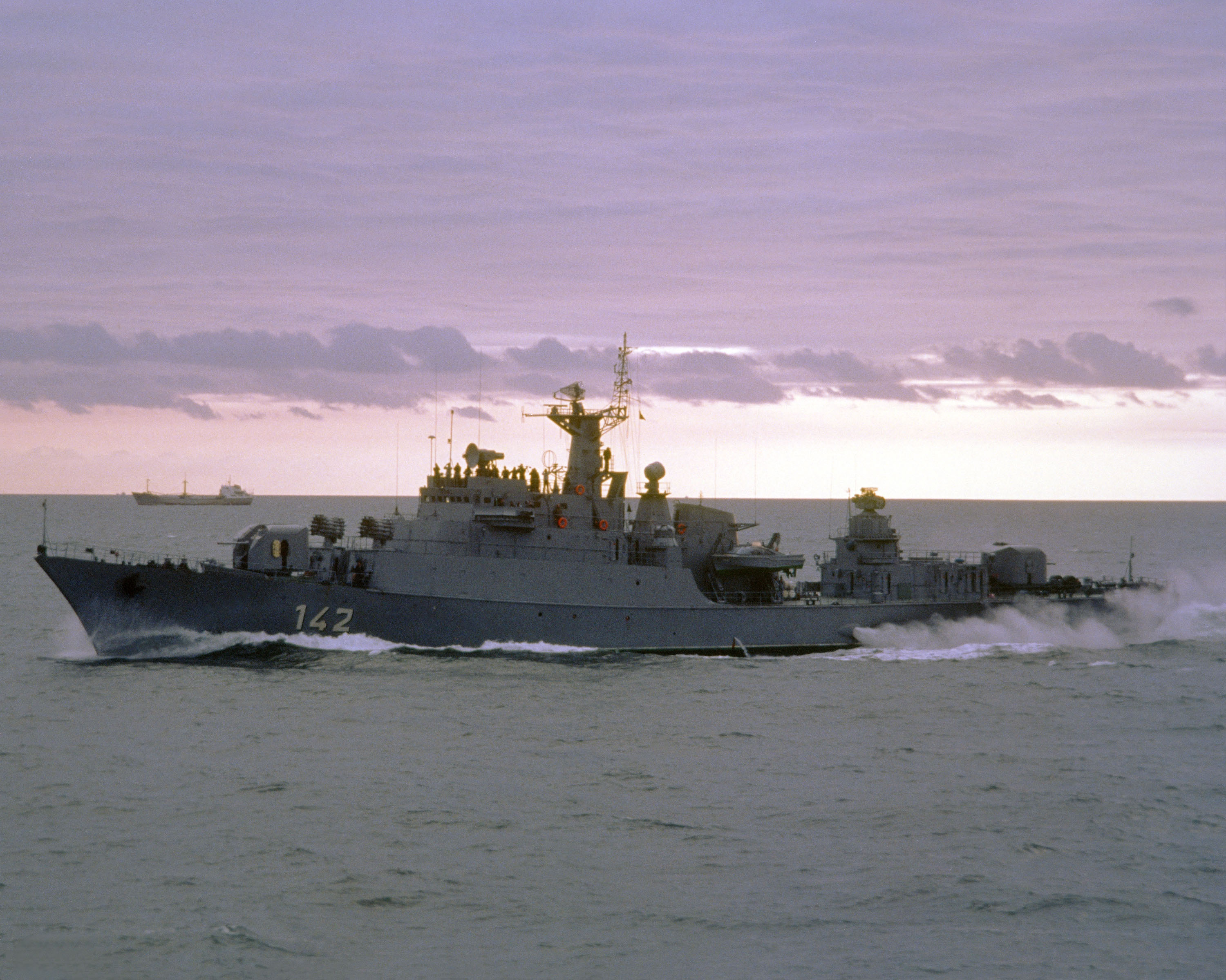
コニ型フリゲート艦「ベルリン・ハウプトシュタット・デア・デーデーエール」
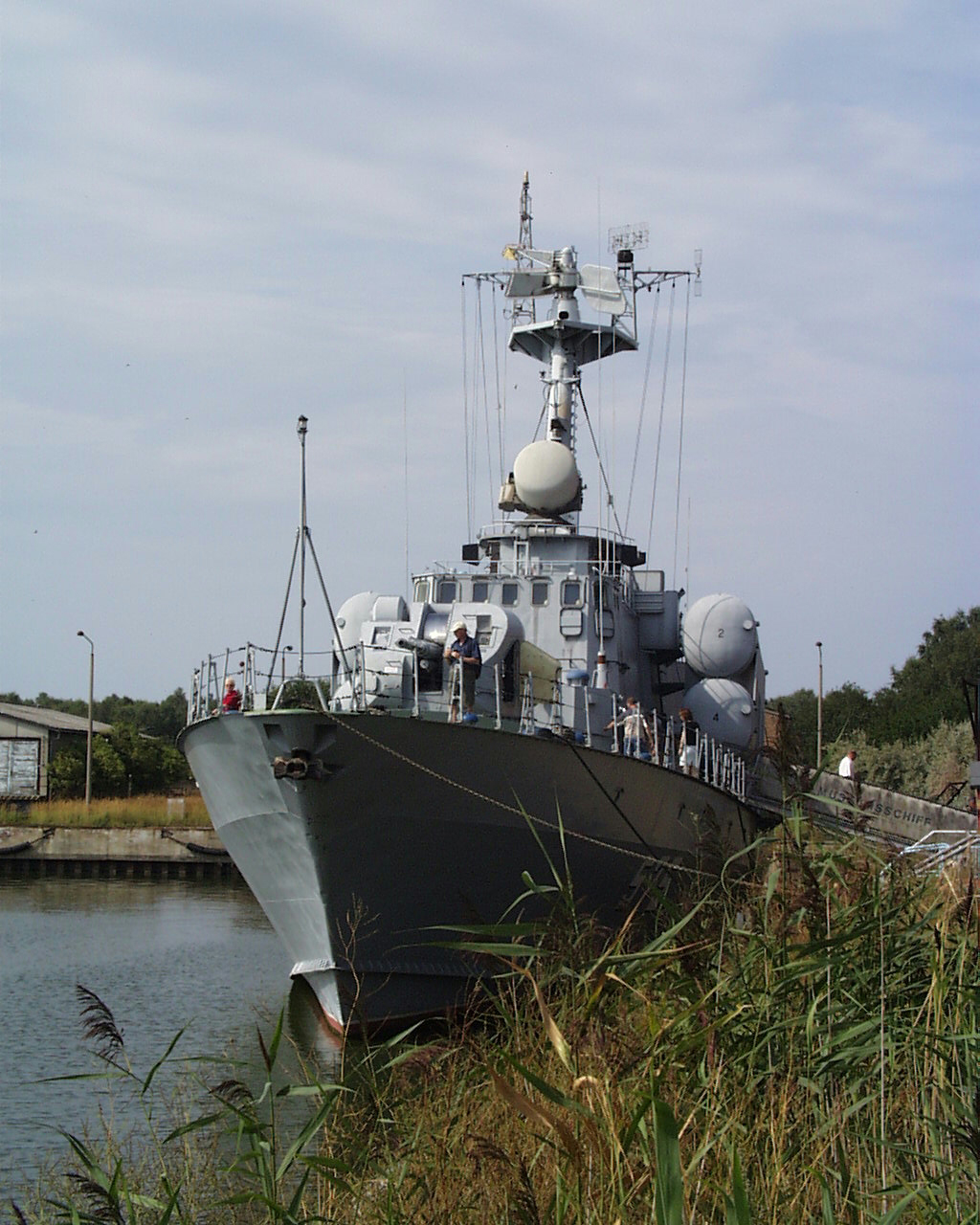
タランタル型コルベット「ハンス・バイムラー」
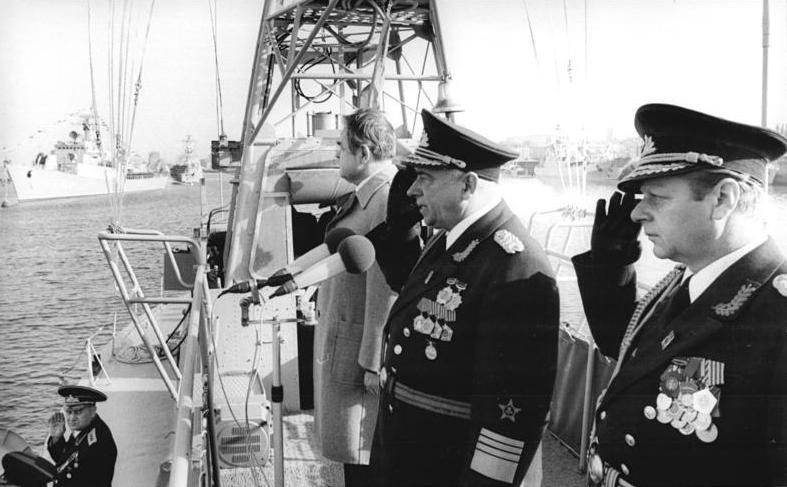
建国30周年観艦式で閲兵するヴィルヘルム・エーム副国防相兼海軍総司令官、右は観閲艦隊の指揮官を務めるグスタフ・ヘッセ中将
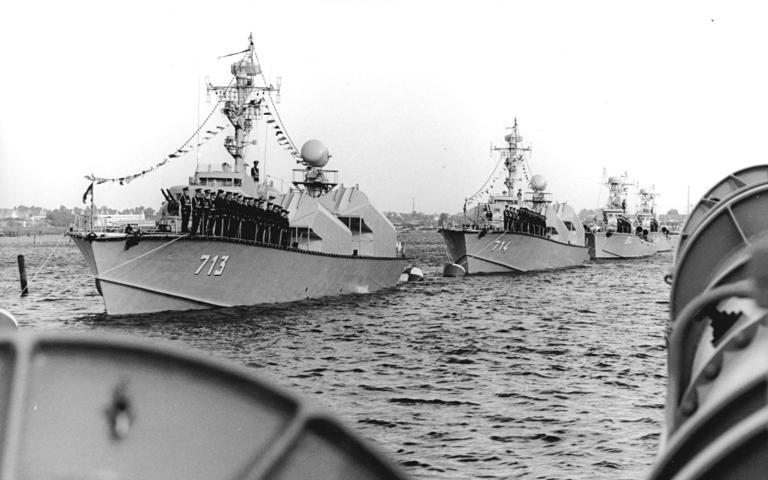
観艦式の人民海軍艦艇

### 航空軍

航空軍の国籍識別標
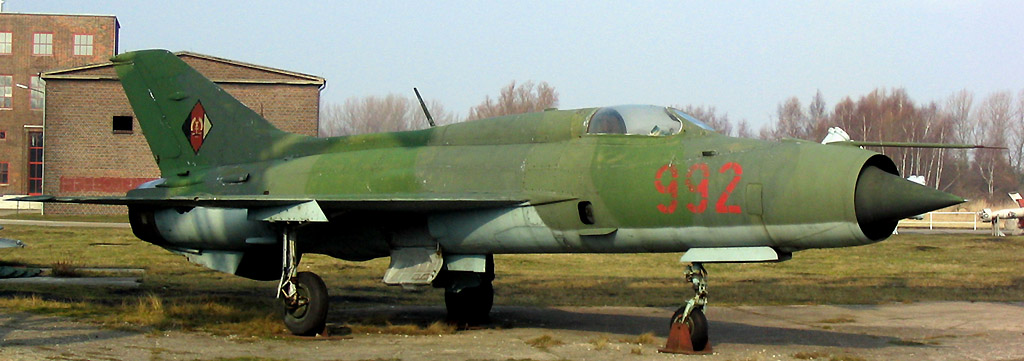
MiG-21
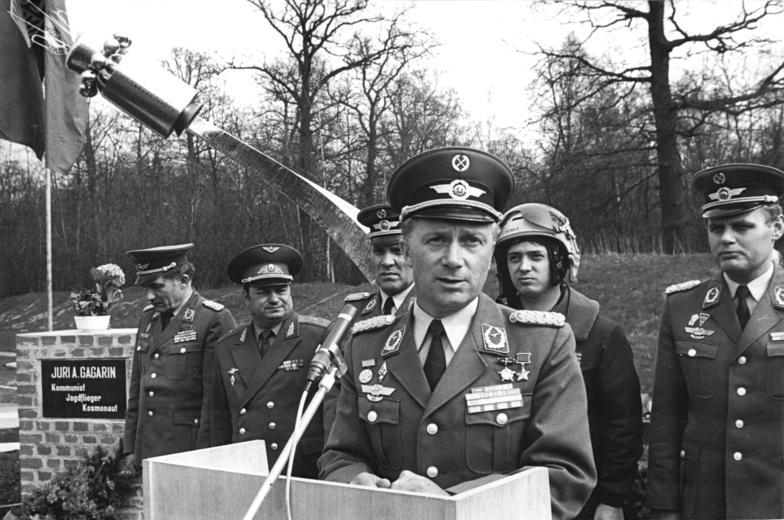
勤務服を着用した空軍の将校達（左から二人目はソ連空軍将校）。演壇に立つのはジークムント・イェーン。
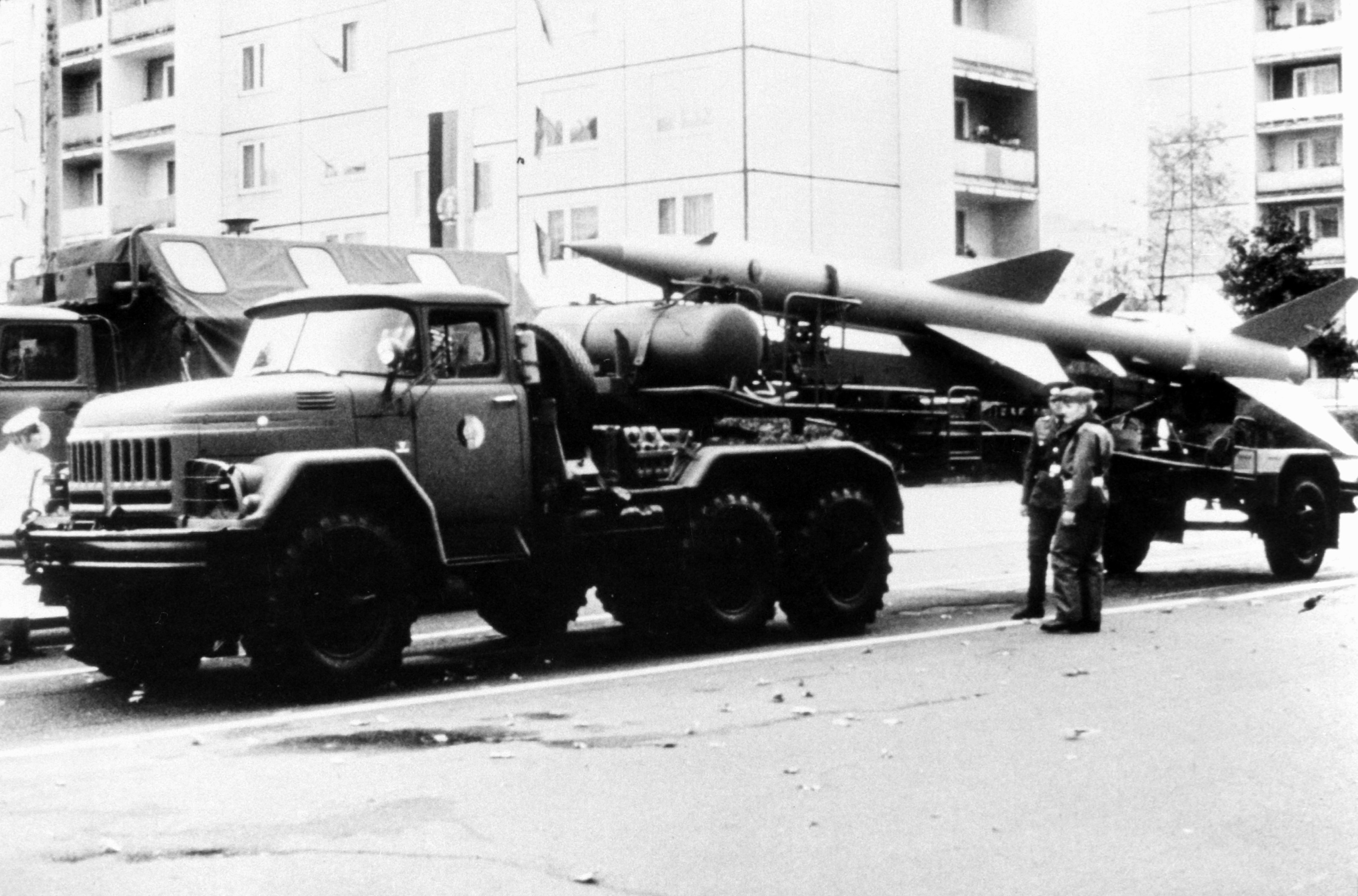
S-75地対空ミサイル
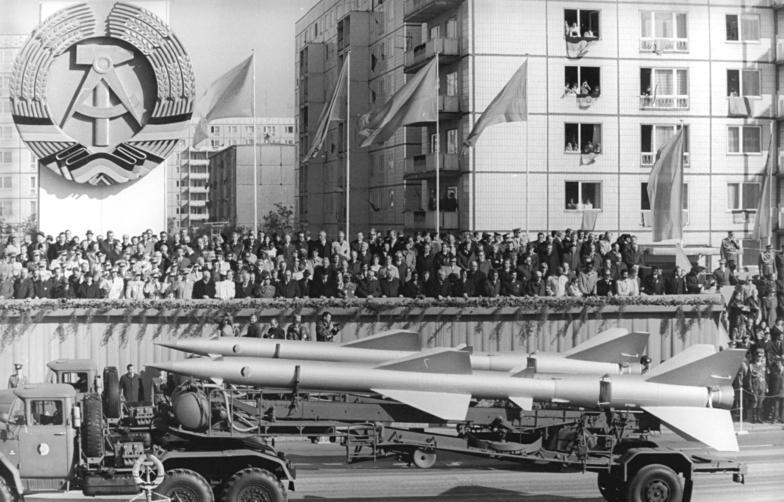
建国30周年記念日の軍事パレードでのS-75
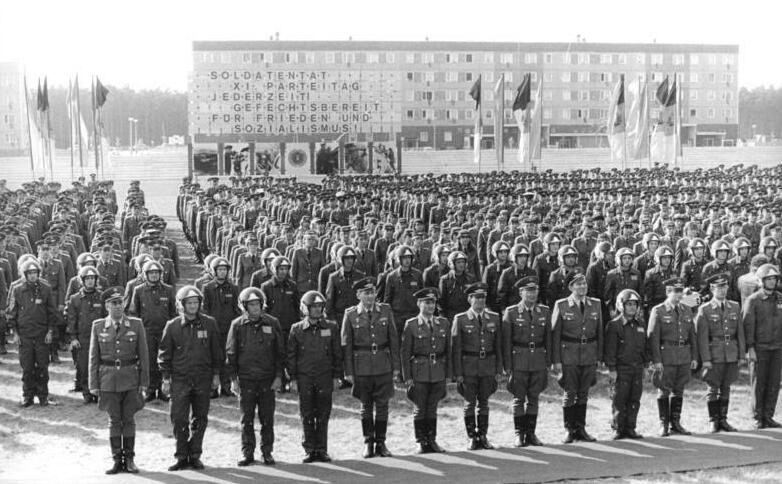
訪問したエーリッヒ・ホーネッカー国家評議会議長を整列して迎える第1戦闘航空団の将兵。（1985年）

## 歴代指導部

### 国防評議会議長（Vorsitzender des Nationalen Verteidigungsrates）
1. ヴァルター・ウルブリヒト（1960年 - 1971年） ドイツ社会主義統一党書記長、国家評議会議長と兼務
2. エーリッヒ・ホーネッカー（1971年 - 1989年） ドイツ社会主義統一党書記長、国家評議会議長（1976年 - ）と兼務
3. エゴン・クレンツ（1989年） ドイツ社会主義統一党書記長、国家評議会議長と兼務

### 国防相（Minister für Nationale Verteidigung）
1. ヴィリー・シュトフ（1956年 - 1960年）
2. カール＝ハインツ・ホフマン（1960年 - 1986年）
3. ハインツ・ケスラー（1986年 - 1989年）
4. テオドール・ホフマン（1989年 - 1990年）
5. ライナー・エッペルマン（1990年）

ライナー・エッペルマン以外は社会主義統一党所属。エッペルマンは「民主主義の目覚め」所属。また、エッペルマンの官職名は「軍縮及び防衛相」（Minister für Abrüstung und Verteidigung）。

## 国家人民軍における旧ドイツ国防軍出身将兵
東ドイツでは西ドイツに比べると、非ナチ化（ナチ党関係者の公職追放）が厳しく行われたが、国家人民軍においては徹底されず、旧国防軍時代に親ナチ的態度を示していた者が将官に抜擢される例すらあった。
1958年1月1日時点で国家人民軍はおよそ20399人の戦力を有し、その内およそ2600人が将校だった。さらに将校の内、およそ1600人は元国防軍下士官、およそ400人は元国防軍将校であった。彼らは主に国防省内や教育機関、各軍管区内の前哨地点などに配置された。国家人民軍全軍で82箇所設置されていた前哨地点のうち、61箇所に元国防軍将校が配置されていた。
1957年2月15日に社会主義統一党政治局が下した決定に基づき、1950年代後半を通じて多くの元国防軍将校が退役を強いられた。これはアルノ・フォン・レンスキー、ヴィンツェンツ・ミューラー、ハンス・ヴルツなどの退役を想定したものであった。それにも係わらず、1960年1月1日の段階でも、元国防軍将校のうち654人が将校として、338人が兵下士官として国家人民軍に残留していた。
以下に列挙する国家人民軍将官らは、第二次世界大戦中、旧ドイツ国防軍軍人として鉄十字章を受勲している。
- ルドルフ・バムラー（ドイツ語版）少将（1942年3月12日、当時大佐）
- ベルンハルト・ベッヒラー（ドイツ語版）少将（1943年1月28日、当時少佐）
- アルノ・フォン・レンスキー（ドイツ語版）少将（1943年1月21日、当時少将）
- ハンス・ヴルツ（ドイツ語版）少将（1943年1月25日、当時少将）

以下は同じく騎士鉄十字章を旧軍人として受勲した将官の一覧である。
- ヴィルヘルム・アダム少将（1942年12月17日、当時大佐）
- オットー・コルフェス（ドイツ語版）少将（1943年1月22日、当時少将）
- ヴィンツェンツ・ミュラー中将（1944年4月7日、当時中将）